# Goran Marić
Goran Marić (Novi Sad, 2 novembre 1981) è un pallavolista serbo.
Gioca nel ruolo di schiacciatore e opposto.

## Carriera
La carriera di Goran Marić inizia nella stagione 1999-00 quando esordisce nel massimo campionato jugoslavo con l'Odbojkaški klub Vojvodina: con la squadra di Novi Sad, dove resta per cinque stagione, vincendo due scudetti e due coppe nazionali. Esordisce nella nazionale jugoslava nel 2000, con cui si aggiudica la medaglia d'oro al campionato europeo 2001 e la medaglia di bronzo alla World League 2002; nel 2003 entra a far parte della nazionale serbo-montenegrina.
Nella stagione 2004-05 si trasferisce in Italia per militare nella Dorica Pallavolo Ancona, in Serie A2, categoria dove gioca anche nell'annata 2005-06 con il Volley Arezzo e in quella 2006-07 con il Volley Corigliano: con il club calabrese ottiene la promozione in Serie A1, dove esordisce vestendo la maglia dello stesso club nella stagione 2007-08.
Per il campionato 2008-09 viene ingaggiato dal BluVolley Verona, in Serie A1; con la nazionale della Serbia, di cui è entrato a far parte dal 2006 a seguito della scissione del Montenegro dalla Serbia, si aggiudica la medaglia di bronzo alla World League: saranno le sue ultime apparizioni in nazionale. Nella stagione 2009-10 è al Volley Forlì, mentre in quella 2010-11 all'Umbria Volley di San Giustino, sempre nella massima divisione del campionato italiano.
Nell'annata 2011-12 è alla New Mater Volley di Castellana Grotte, in Serie A2, club con il quale vince la Coppa Italia di categoria, ma nella stagione seguente è nuovamente in Serie A1, a San Giustino, con la neonata società dell'Altotevere Volley.
Si trasferisce nel Paris Volley, in Ligue A, per disputare la stagione 2013-14: con la squadra francese vince la Supercoppa e la Coppa CEV. Ritorna in Italia per l'annata 2014-15 con la Pallavolo Città di Castello, in Serie A1, mentre viene ingaggiato a competizione in corso dalla neopromossa Emma Villas Volley di Siena, in Serie A2, per la stagione 2015-16: tuttavia lascia la squadra poco dopo.

## Palmarès

### Club
- Campionato jugoslavo: 1

1999-00
- Campionato serbo-montenegrino: 1

2003-04
- Coppa di Serbia e Montenegro: 2

2003, 2004
- Supercoppa francese: 1

2013
- Coppa Italia di Serie A2: 1

2011-12
- Coppa CEV: 1

2013-14